# Парвеню
Парвеню́ (фр. parvenu від parvenir «досягти успіху») — розмовний термін, прийнятий для називання людини (людей), що походячи з низів соціальної ієрархії, досягли успіху в суспільстві, здобувши як матеріальне благополуччя, високий соціальний статус, так і найчастіше — значні владні повноваження.

## Зміст поняття в історичній ретроспективі
До певної міри слово є анахронізмом, і вживається насамперед як історичний термін, зокрема, стосовно успішних персоналій минулого, що завдяки своїм діям (часто талантам) зуміли прорватися на вищі щаблі суспільства (у минулому суворо ієрархізованого), які обіймала аристократія (часто спадкова). Наприклад, у цьому зв'язку для представників багатьох «старих» шляхетних династій Європи своєрідним парвеню (вискочнем) був Наполеон.
У Російській імперії, де традиція спадкових династій відносно часто переривалася, а правитель усоблював абсолютистську владу нерідкими були випадки входження до еліти парвеню (наприклад, Григорій Потьомкін).
В часи козацтва гетьманом став брат придворного музиканта — Кирило Розумовський.
За СРСР культивувалася практика входження парвеню до правлячої і культурної верхівки (т. зв. політика управління держави куховаркою), однак, як у центрі радянської імперії, так і «на місцях» — в осередках національних республік, витворилася своя партійно-олігархічна еліта.
З розвалом СРСР в усіх без винятку екс-республіках партійній еліті вдалося втримати владу. До верхівки суспільства також ввійшли окремі діячі інтелігенції й поступово все більше представники нової бізнес-еліти, які найчастіше теж підпадають під класичне поняття парвеню.

## Психологічний аспект поняття
З психологічної точки зору парвеню характеризуються наслідуванням (подеколи мавпуванням) манер, поведінки, звичаїв аристократії. На практиці нерідко це означає перегони за розкішшю на тлі художнього несмаку.